# Niclas Niclasen
Niclas Niclasen (født 5. februar 1873 i Sørvágur, død 12. oktober 1939) var en færøsk købmand og politiker (SF). Han var kommunalbestyrelsesmedlem i Sørvágs kommuna 1915–1930 og  borgmester 1925–1926. Han repræsenterte Sjálvstýrisflokkurin i Lagtinget 1928–1936, indvalgt fra Vágar.
Han var søn af Daniel Niclasen, bror til Rasmus Niclasen far til forretningsmanden Dánjal Niclasen og svigerfar til skibsrederen Ewald Kjølbro.